# Gatwick Express
A Gatwick Express a Londonhoz tartozó London–Gatwick repülőtér és a Victoria pályaudvar között közlekedő reptéri transzfer-vonat (shuttle service), amely kifejezetten a légiutasok szállítására üzemel. 2008. júniusig a járatot egy független társaság, a Gatwick Express vállalat üzemeltette franchise-rendszerben, amely a National Express tulajdona volt. 2008. június 22-én a társaságot felszámolták, a franchise-szerződést felmondták, és a járat üzemeltetését a Southern vasúttársaság vette át.

## Járat
A járatok 15 perces gyakorisággal 27 mérföld (43,5 km) távolságot tesznek meg a repülőtér és a Victoria pályaudvar között nagyjából fél óra alatt közbenső megállók nélkül. A társaság nyolc darab, a  British Rail 460 sorozatba tartozó szerelvényt üzemeltet reptéri járatként. A Gatwick Express a Heathrow Express-szel ellentétben az állami vasút része. A viteldíj (Expressz Class) másodosztályon 16,90£-ba kerül a 2009 márciusi tarifa-hirdetmény szerint. Ez a jegyár magasabb, mint a Southern és a First Capital Connect társaságok vonatainak jegyára (ezek azonban „normál” gyors-, illetve személyvonatként üzemelnek többszöri megállással), amely 10,90£, és az utóbbi esetén pedig 8,90£-ba kerülnek. A magasabb jegyár transzfer-vonat tulajdonságának köszönhető. A járaton közlekedő utasok nem érvényesíthetik a Network Railcard nyújtotta vasúti kedvezményeiket.
A tarifák alakulása az évek során:
- 2007/01 – 14,90£
- 2007/07 – 15,90£
- 2008/01 – 16,90£
- 2008/07 – 17,90£
- 2009/03 – 16,90£

## Története
1975-ben a British Transport Authority (Brit Közlekedési Hatóság) repülőtéri igazgatója, John Mulkern, a British Caledonian Airways (Brit-Kaledóniai Légitársaság) elnöke, Adam Thomson és a British Rail’s Southern Region (Brit Államvasutak Déli Régiója) területi vezetője, Sir Bob Reid létrehozták a Gatwick Liaison Groupot (Gatwick Összeköttetés Csoport) azzal a céllal, hogy megbeszéljék a három vállalat közös érdekeit. A létrehozott csoport része, a Gatwick Promotion Group lett, melynek elnöke a repülőtér PR vezetője, David Hurst kapta feladatként a repülőtér népszerűsítését az utazóközönség előtt. A csoport első sikere az állami vasúttársaság vezetőinek meggyőzése volt arról, hogy a Gatwick állomást korszerűsítsék, a peronok kapjanak egy födémet. Ez a művelet 1980-ban ért véget, a felújított állomást pedig Sir Peter Parker adta át.
A csoportnak régi szándéka volt, hogy egy közvetlen járat induljon a repülőtér és London belvárosa között annak érdekében, hogy csökkentsék mind a belföldi-, mind pedig a külföldi utasok esetén tapasztalt tartózkodást a repülőtérrel szemben.
Az első lépés a folyamatban az volt, hogy az új, közvetlen, rendszeres járatot Rapid City Link névre keresztelték, amely a két végállomás között csak East Croydon állomáson állt meg. Ezt a nevet (rapid) azért adták a járatnak, mert Adam Thomson szerint az „expressz” kifejezés az Egyesült Államokból érkező utasok fejében egyenlő az autóbuszos járat fogalmával.
Végül 1984-ben elindult az első Gatwick Express direkt-vonat tíz darab átalakított kocsival, melyeken extra csomagtereket alakítottak ki. Fél órás menetidőt hirdettek, azonban szembesültek azzal, hogy a tényleges utazási idő néha a 35 percet is elérte, főként csúcsidőben. Az első vonatot népszerűsítő körútra vitték az Egyesült Királyság területén, hogy megismertessék a vidéki utazási irodákkal, ezzel pedig ez volt az első olyan alkalom, hogy egy Southern Region (Déli Régióhoz tartozó) vonat északra utazott.
Egy skóciai utat azért iktattak be a körútba, hogy csökkentsék az egység elleni álláspontot a közvéleményben, hiszen bár Skócia az Egyesült Királyság része, továbbra is különálló állam.
Az eredeti vonatok Class 73 és Mk2 sorozatú kocsikból álltak, speciális GLV (csomagszállító kocsi) vagonok közbeiktatásával.

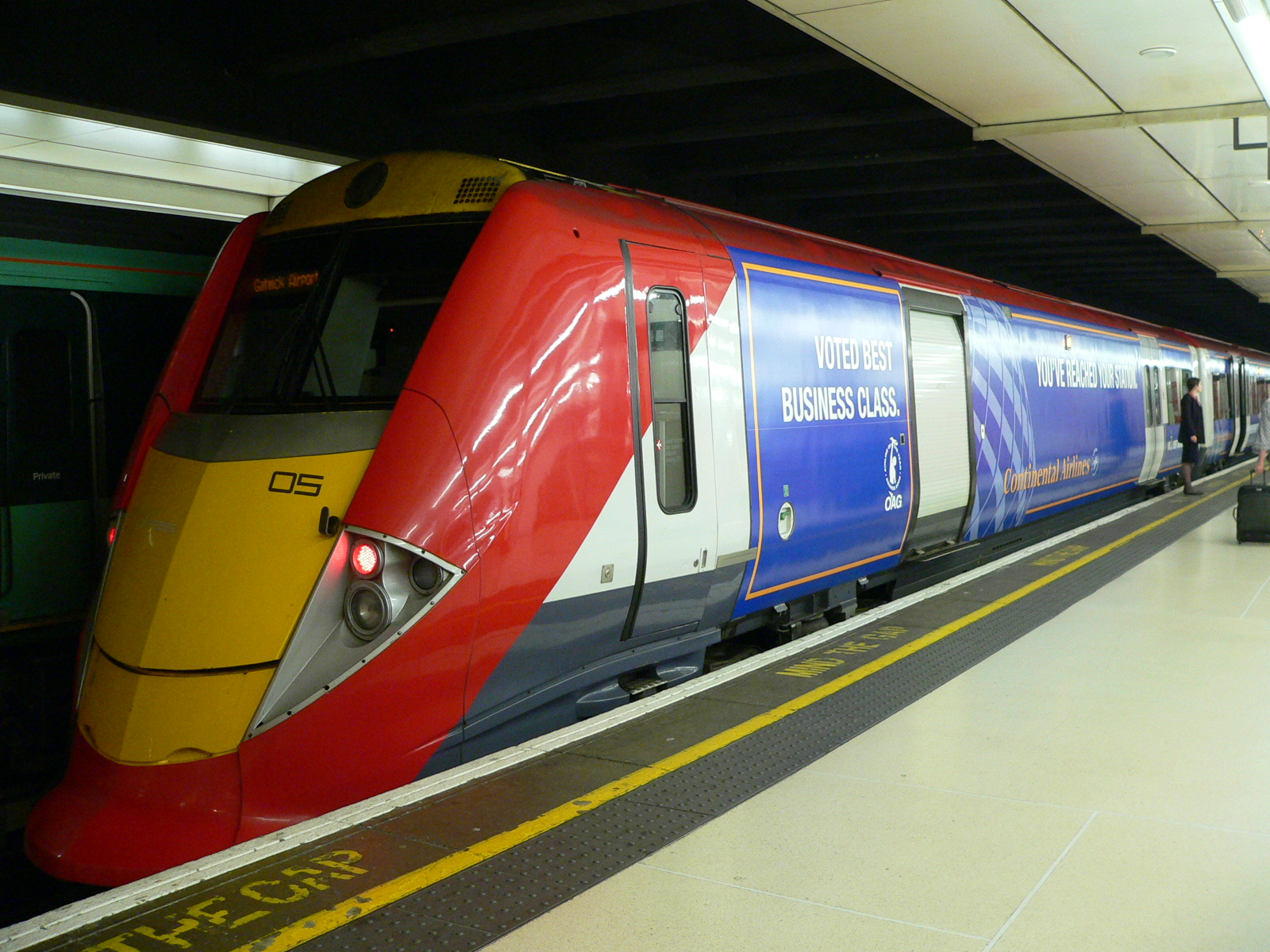
British Rail 460 sorozatú vonat Victoria pályaudvaron

2005-ben egy pár British Rail 458 sorozatú szerelvényt átcsoportosítottak a South West Trains társaság állományából tartaléknak arra az esetre, ha egy 460-as sorozatú vonat meghibásodna.
Az átcsoportosított szerelvények továbbra is a SWT flottájának részei maradtak, azonban Gatwick Express márkanevet kaptak. Az ülések sűrűségét átalakították 3+2-es egységből 2+2-es egységbe, néhányat pedig eltávolítottak csomagtér kialakítása miatt. Végül azonban ezeket a szerelvényeket soha nem állították forgalomba és visszakerültek a SWT társasághoz.
2006-ban, azt követően, hogy a modern járműparkot üzembehelyezték, az utolsó British Rail 73 sorozatú szerelvény rendszeres esti járatként közlekedett a Victoria pályaudvarról, majd oda vissza mintegy lezárásaként egy korszaknak, mely ezekről a vonatokról szólt.
Két fennmaradt példánya az Mk2 sorozatú szerelvényeknek – melyeket korábban a Gatwick Express járataként használtak – ma is megtekinthető, egyik a Nottingham Közlekedési Örökség Múzeumban, Ruddingtonban és egy teljes vonat az Ecclesborune Valley Railway vasútparkban (Wirksworth, Derbyshire). Ez utóbbi vonat egy British Rail 31 sorozatú dízelmozdony által vezérelt szerelvény, melyet a Gatwick Express jellegzetes színeit viseli.

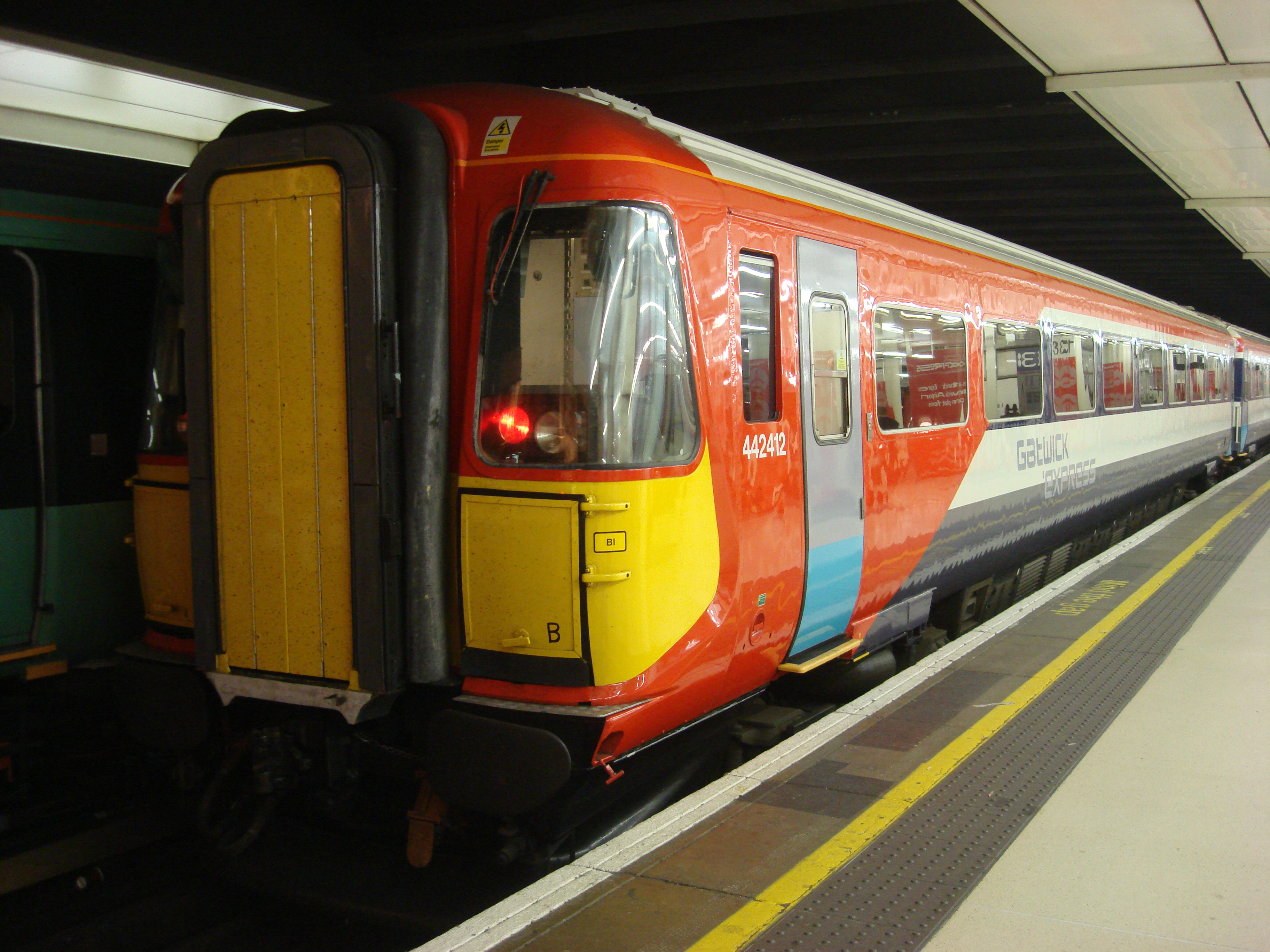
British Rail 442 sorozatú vonat Victoria állomáson

2004 vége és 2006 között a Gatwick Express vonatokat sok vita övezte, mivel rendszerint félig üresen közlekedtek (összehasonlításképpen a többi járat zsúfolásig telített járatokkal üzemelt) ezáltal feleslegesen leterhelték az ország egyik legforgalmasabb vasútvonalának amúgy is korlátozott kapacitású részét. A Strategic Rail Authority (Stratégiai Vasúti Hatóság) terveket készített a Brighton Main Line Route Utilisation Strategy (Brighton Fővonal Hasznosítási Stratégia) program keretein belül a Gatwick Express számára, melynek lényege az volt, hogy a járatot beépítik a Southern társaság – már létező – London–Brighton járataiba, így próbálva csökkenteni az ingajáratok leterheltségén. A szándék az volt, hogy egy hagyományos, 10 perc rendszerességgel közlekedő járat induljon London Victoria-pályaudvarról Gatwick érintésével a déli-partra. Az ötletet heves indulatokkal fogadta mind a járat üzemeltetője, mind pedig a BAA (British Airports Authority / Brit repülőtereket felügyelő hatóság), hiszen attól féltek, hogy a reptér utasainak harcolni kell a helyekért az ingázókkal.

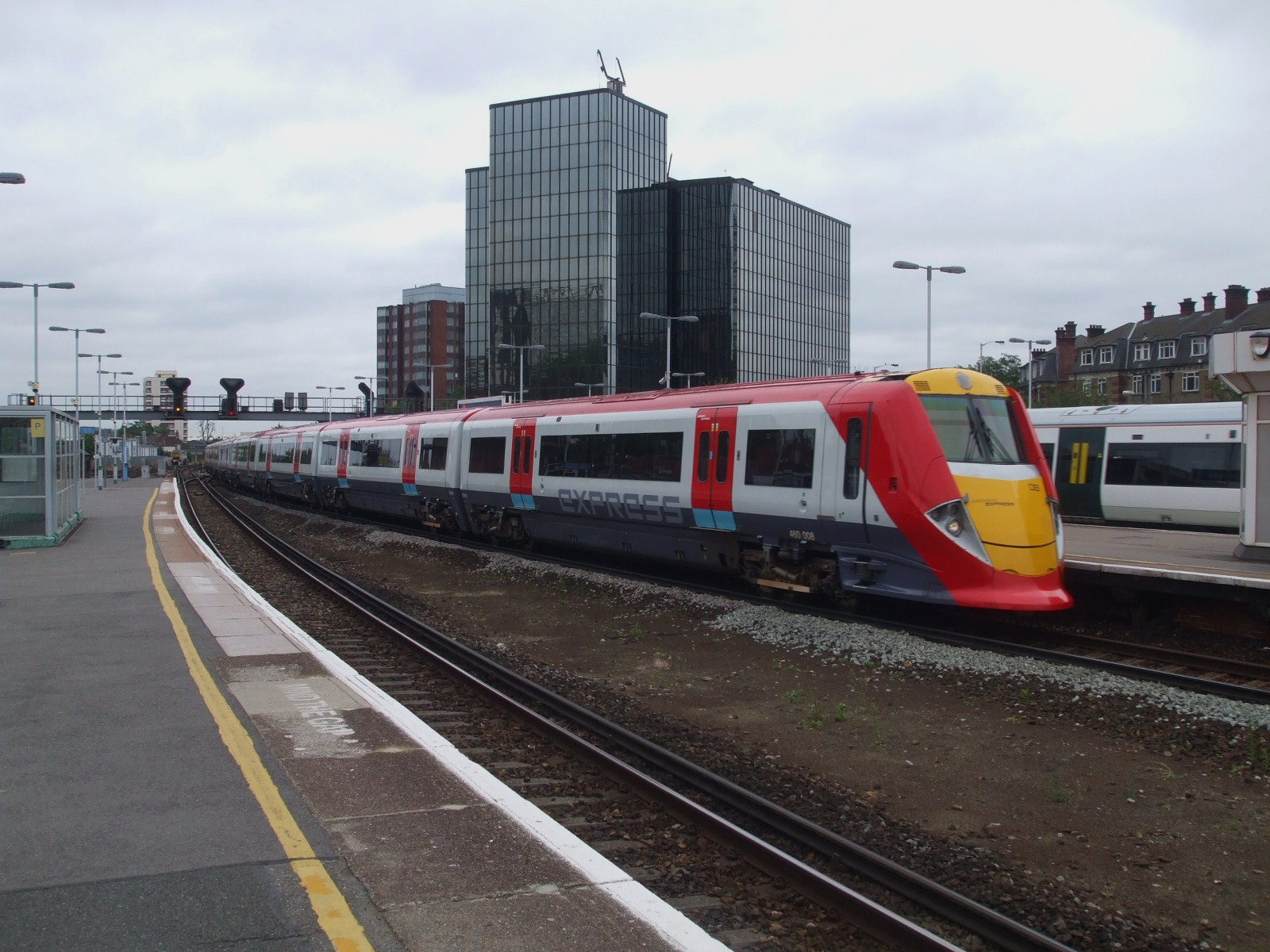
Gatwick Express áthalad East Croydon állomáson

2006. február 3-án a Department for Transport Rail Group (Közlekedési Minisztérium vasút felügyeletéért felelős szervezete) – amely átvette a Stratégiai Vasúti Hatóság feladatkörét – bejelentette, hogy a járatot megszüntetik annak érdekében, hogy a brightoni fővonal kapacitása javuljon. A Gatwick repülőtér tulajdonosa, a BAA megtámadta a határozatot, egy közvélemény-kutatásra hivatkozva, mely szerint egy online felmérés válaszadóinak 80%-a a járat megtartásával ért egyet, valamint a BAA álláspontját számos – a repülőteret használó – légitársaság is támogatta. 2006 év vége felé a DfT egy egyeztetést hívott össze, melynek célja az volt, hogy megvizsgálják a helyzetet, így végül négy fajta opcióval állt elő, melyből három támogatná a járat visszaállítását bizonyos változtatások árán. Két évvel később egy döntés értelmében a Gatwick Express-t megtartották, valamint a brightoni járatokat csúcsidőben kibővítették. Ugyanebben az évben a Gatwick Express franchise-szerződése lejárt, így a járatot a Southern vasúttársaságba beolvasztották. Eleinte a járatok változatlanul közlekedtek.
2008 decemberében a járat vonalát kibővítették, így az Brightonból indult a reggeli-, valamint oda tért vissza a délutáni csúcsidőben. Ezzel a változtatással a London-Brighton gyorsvonatok száma megduplázódott csúcsidőben. A többletkapacitást néhány British Rail 442 sorozatú vonat lízingjével oldották meg, melyek korábban használaton kívül voltak. Mindössze hat vonat átalakítása készült el az előírt időre, következésképpen a tervezett vonatok fele eleinte úgy közlekedett, hogy még felújításra várt. 2009 szeptemberében a South Central/Gatwick Express franchise-szerződés lejárt, így a Southern társaságnak három hónap állt a rendelkezésére, hogy a menetrendjét átalakítsa még a decemberi (téli) menetrend hatálybalépése előtt.
Az új franchise-szerződés értelmében a Gatwick Express márkanév fennmaradt.

## Jegyek
A London-Gatwick vonal azon kevesek egyike, ahol az utasoknak két vasúttársaság közül kell választania a jegyek megvásárlásakor – minden más vonalon, melyeket az állami vasúttársaság valamely leányvállalata üzemeltet, a jegyek tetszőleges járatra használhatók, ugyanakkor a kedvezményes jegyek esetén lehetnek megkötések. A Gatwick Express járat igénybevehető bármely tetszőleges járatra szóló jeggyel, mely végighalad a London-Gatwick vonalon, és melyek hátlapján nem szerepel a „NOT GATWICK EXPRESS” kikötés. A London és Gatwicktől délre található állomások vonalára érvényes jegyek többsége tartalmazza ezt a kikötést. A Network Railcard nyújtotta kedvezmények nem alkalmazhatók a Gatwick Express járatokon. A Southern társaság Redhill állomásig szóló jegyei rendkívüli esetekben érvényesek a járatra, mivel a GE vonatok megállnak itt.
A Gatwick Express vonatain nem lehet jegyet vásárolni a jegyellenőröktől, így az érvényes jegy nélkül utazók pótdíjat kötelesek fizetni.

## Vonatok

### Aktuális járműpark
A British Rail 460 „Juniper” sorozatú szerelvényeket 2000-ben állították forgalomba a Gatwick Express járatain, melyekből nyolc darab közlekedik a vonalon. A 442 sorozatba tartozó „Wessex Electrics” vonatok 2008. december 14. óta szállítanak utasokat. Ezek a vonatok 2 darab ötkocsis szerelvényből állnak. Csúcsidőben ezek a vonatok közlekednek Brightonba. A kocsikat a közelmúltban átalakították. Az átalakítás új ülések beszerelését, az ülések számának növelését, új nagy kapacitású csomagtartók beszerelését és a korábbi büfékocsi elsőosztályú utazókocsivá alakítását jelenti. Az átalakítással egyidőben a vonat külseje is változott, így a Gatwick Express jellegzetes festését kapta.
| Szerelvény                         | Kép | Sorozat               | Max sebesség | Max sebesség | Db | Járat                                                                              | Gyártás éve                                             |
| Szerelvény                         | Kép | Sorozat               | mph          | km/h         | Db | Járat                                                                              | Gyártás éve                                             |
| ---------------------------------- | --- | --------------------- | ------------ | ------------ | -- | ---------------------------------------------------------------------------------- | ------------------------------------------------------- |
| British Rail 73 sorozat            |     | dízelmozdony          | 90           | 145          | 1  | Thunderbird Locomotive                                                             | 1962                                                    |
| 460 sorozat (8Gat) Juniper         |     | Elektromos Motorvonat | 100          | 160          | 8  | London Victoria – Gatwick repülőtér                                                | 2000 – 2001                                             |
| 442 sorozat (5Wes) Wessex Electric |     | Villamos motorvonat   | 100          | 160          | 17 | London Victoria – Gatwick replülőtér London Victoria – Brighton (csak csúcsidőben) | 1988–89 (átalakítva a Gatwick Express számára 2008-ban) |

### Korábbi flotta
| Szerelvény               | Kép | Típus                   | Gyártás   | Kivonva |
| British Rail 73 sorozat  |     | Dízelmozdony vontatás   | 1962      | 2005    |
| British Rail 488 sorozat |     | Converted Mark 2 kocsik | 1983–1984 | 2005    |
| 489 sorozat (GLV)        |     | Villamos motorvonat     | 1983–1984 | 2005    |

## Fordítás
- Ez a szócikk részben vagy egészben  a   Gatwick Express című angol nyelvű Wikipédia-szócikk fordításán alapul.  Az eredeti cikk szerkesztőit annak laptörténete sorolja fel. Ez a jelzés csupán a megfogalmazás eredetét és a szerzői jogokat jelzi, nem szolgál a cikkben szereplő információk forrásmegjelöléseként.